# 1971-es Formula–1 világbajnokság
Az 1971-es Formula–1-es szezon volt a 22. FIA Formula–1 világbajnoki szezon. 1971. március 6-ától október 3-áig tartott. Jochen Rindt előző évi halála után a Lotus gyenge szezont teljesített. A csapat rengeteg energiát fordított gázturbinás autójára, de nem lett versenyképes. Jackie Stewart a Tyrrell-lel könnyedén megszerezte a bajnoki címet. Csapattársa, François Cevert harmadik lett a bajnokságban Ronnie Peterson mögött, így a csapat megszerezte történetének egyetlen konstruktőri címét. Ignazio Giunti, Pedro Rodríguez és Jo Siffert balesetben életét veszítette 1971-ben.

## A szezon menete
A tragikus 1970-es év végén a Tyrrell és a Ferrari rendelkezett a legdominánsabb autóval. A téli időszakban Mauro Forghieri és a Ferrari mérnökei elkészítették a 312B/2-t, az előző évi autó továbbfejlesztését. Jacky Ickx és Clay Regazzoni maradt a csapat versenyzője, de az olasz Ignazio Giunti meghalt januárban, Buenos Airesben, egy sportautóversenyen.

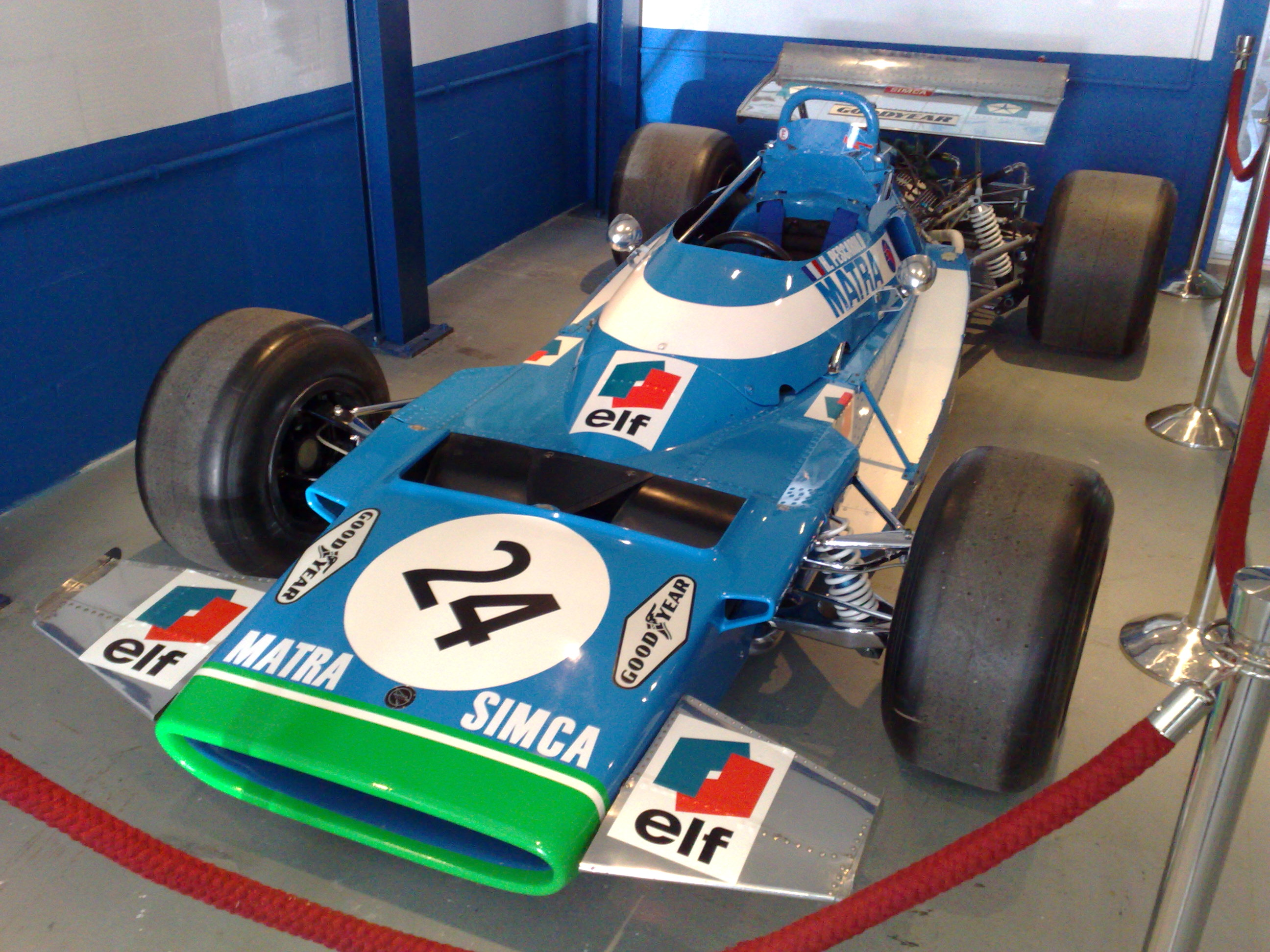
Matra MS120

Jean-Pierre Beltoise Matrájából kifogyott az üzemanyag és a box felé tolta autóját. Giunti nekiütközött az autónak, Ferrarija kigyulladt, életét nem tudták megmenteni. Beltoise szuperlicencét emiatt visszavonták egy időre. A Ferrarinál így Mario Andrettit igazolták le harmadik versenyzőnek. A Tyrrell megtartotta Jackie Stewartot és François Cevert-t, a Lotusnál szintén Emerson Fittipaldi és Reine Wisell maradt versenyzőként. (a csapat egy gázturbinás autón, a Lotus 56-on dolgozott időközben). A March két előző évi versenyzőjét is elveszítette: Chris Amon Matrához igazolt Beltoise mellé, míg Jo Siffert Jackie Oliver helyére került a BRM-hez. Csapattársa Pedro Rodríguez és az újonc Howden Ganley lett. A McLaren Denny Hulme-mal és Peter Gethinnel folytatta. Rob Walker úgy döntött, megszünteti privát csapatát. Walker döntése után Graham Hill a Brabhamnél folytatta pályafutását (amelynek vezetését Ron Tauranac vette át az előző évben visszavonult Jack Brabhamtől). Chris Amon karrierje a Matránál jól kezdődött, mivel megnyerte a bajnokságba nem tartozó argentin nagydíjat.
A szezonnyitón, Dél-afrikában, Jackie Stewart volt a leggyorsabb az időmérésen (ahol a Tyrrell csapat a Dunlop gumikról a Goodyearre váltott) Amon, Regazzoni, Andretti és Fittipaldi előtt. A rajtnál Regazzoni állt az élre, Fittipaldi, Hulme, Rodriguez és Andretti előtt. Stewart rossz rajtja miatt a hatodik helyre esett vissza. Mellette John Surtees és Amon is sokat veszített a rajtnál. Az első körökben Hulme feljött a második helyre, a 17. körben pedig átvette a vezetést Regazzonitól. A 76. körig maradt az élen, amikor felfüggesztésének problémája miatt ki kellett állnia javításra. Andretti Regazzoni mellett megelőzte Surteest is, így Hulme kiállása után az első helyen haladt, majd megnyerte első ferraris versenyét. Stewart a verseny végéig megelőzte Surteest és Regazzonit, így második lett. Regazzoni harmadik, Reine Wisell negyedik, Amon ötödik, Hulme hatodik lett. Surtees és Fittipaldi is kiesett mechanikai probléma miatt.

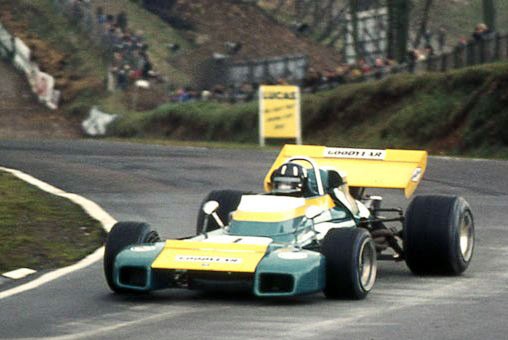
Graham Hill a Race of Champions versenyen

Ezután egy hathetes szünet következett a spanyol nagydíjig. Ezalatt megrendezték Brands Hatch-ben a Race of Championst, amelyet Regazzoni nyert meg. Fittipaldi a gázturbinás Lotus 56-ossal vett részt a versenyen. A Kaliforniában megrendezett Questor Grand Prix-n Andretti győzött. 
Barcelonában Ickx és Regazzoni Ferrarija, valamint Amon Matrája indult az első sorból, Stewart és Rodríguez előtt. Itt tért vissza a mezőnybe Beltoise, akinek szuperlicencét egy időre visszavonták. A rajtnál Stewart a második helyre jött fel, Ickx mögé, a 6. körben pedig sikerült az élre állnia. Amon a 3. körben megelőzte Regazzonit a harmadik helyért. Stewart egyre növelte előnyét, Regazzoni pedig kiesett a 13. körben üzemanyagpumpájának meghibásodása miatt. Ezután Rodríguez haladt a negyedik, Andretti az ötödik helyen. A verseny közepén Andretti motorprobléma miatt kiesett, így Hulme-é lett az ötödik, Beltoise-é a hatodik hely. Az utolsó körökben Ickx felzárkózott Stewartra, de a skót így is 3,4 másodperc előnnyel győzött.

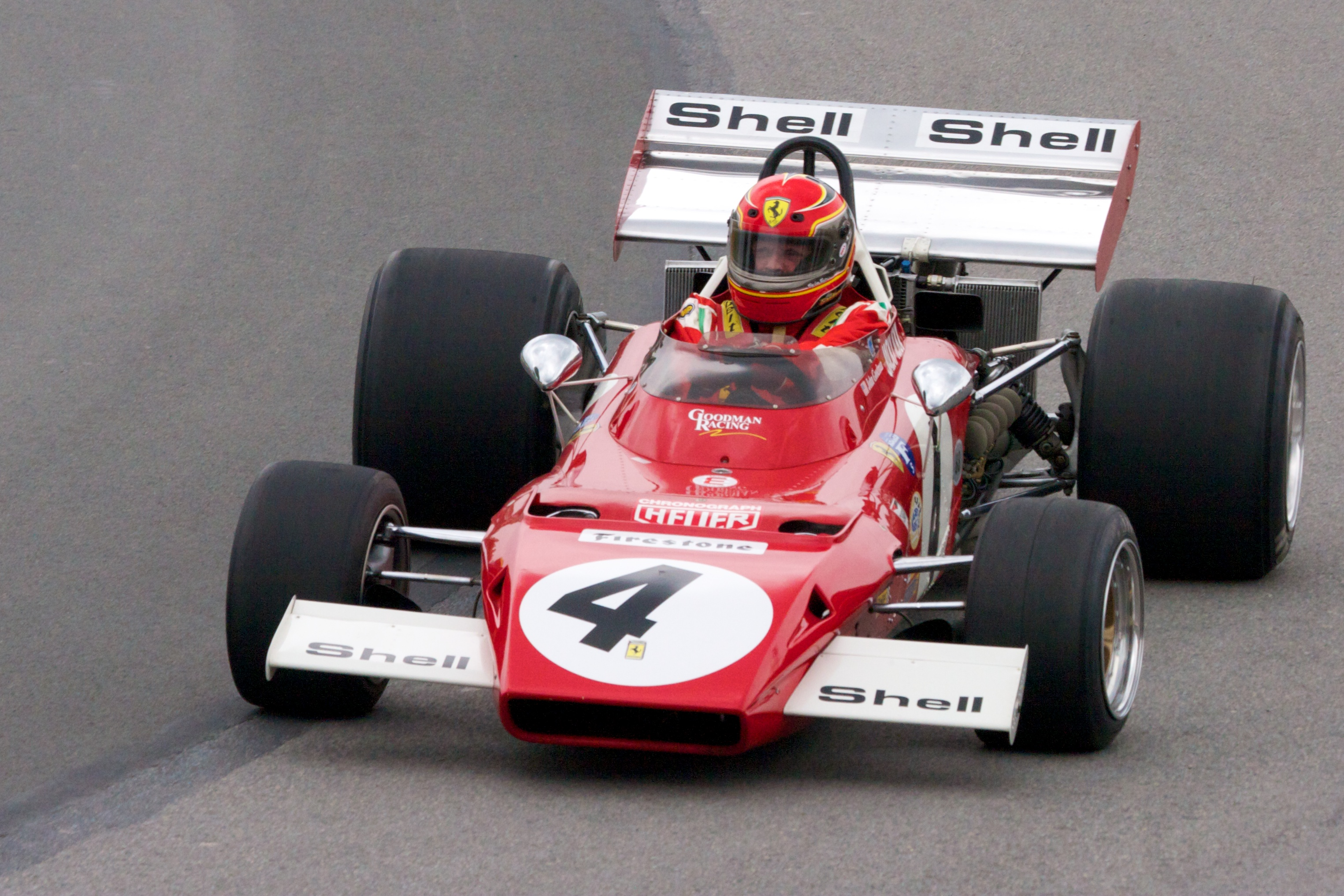
Ferrari 312B2

A következő öt héten nem tartottak bajnoki futamot. Ezalatt megrendezték az International Trophyt Silverstone-ban, amelyen Hill győzött a Brabhammel.
Monacóban a szervezők a szokásos 16-hoz képest 18 autót engedtek indulni a versenyen. Andretti a csütörtöki edzésen abban az időben hajtott ki, amikor elkezdett esni. Pénteken mechanikai probléma hátráltatta, ezért nem tudta magát kvalifikálni a versenyre. Mellette négy versenyző nem kvalifikálta magát a futamra. Stewart dominált az edzéseken, 1,2 másodperc előnnyel szerezte meg a pole-t Ickx, Siffert és Amon előtt. Amonnak problémái voltak a rajt előtt. A rajt után Siffertnek sikerült Ickx elé kerülnie, ezzel megszerezte a második helyet Stewart mögött. Hill hibázott és balesetezett a második körben. Stewart a pilótafülkébe szivárgó kipufogógáz ellenére is nagy előnnyel győzött. Peterson a verseny közepén a második helyig jött fel, megelőzve Ickxet és Siffertet. Siffert később motorhiba miatt kiesett, így a negyedik helyet Hulme szerezte meg. Fittipaldi a 17. helyről indulva ötödik lett Rolf Stommelen Surtees-Fordja előtt.
A következő belga nagydíjat törölték a versenynaptárból, mivel a szervezők nem tették elég biztonságossá a pályát. Így egy hónapos szünet következett a holland nagydíjig. Ezalatt rendeztek a nem világbajnoki verseny Hockenheimban, amelyen Ickx győzött.
Zandvoortban Fittipaldi nem tudott részt venni a versenyen, mivel közúti balesetet szenvedett Franciaországban. Helyettesítésére a Lotus Dave Charltont kérte fel. A csapat először jelent meg bajnoki futamon a gázturbinás 56-os modellel. Az újonc Dave Walker pénteken összetörte az egyik hagyományos autót, így Charlton nem indulhatott a versenyen, Walker pedig a gázturbinás autót kapta meg. Ickx szerezte meg a pole-t Rodríguez és Stewart előtt. A verseny napján nedves volt a pálya. Andretti üzemanyagpumpájával probléma akadt, ezért csak a mezőny után tudott elindulni, néhány kör után kiesett. A rajtnál Ickx állt az élre Rodríguez, Stewart és Amon előtt. Siffert megpördülésével visszaesett a mezőnyben. A második körben így járt Amon, majd a harmadik Stewart, aki nyolcadiknak esett vissza. A harmadik helyen így Regazzoni haladt Surtees előtt. Wisell hátsó kerekével probléma akadt, ezért ellentétes irányban haladva visszafordult a bokszutcába, emiatt kizárták a versenyből. Ickx és Rodríguez elhúzott a többiektől, többször előzték egymást a vezető helyért. A verseny végén Ickxnek sikerült lehagynia a mexikóit, 8 másodperc előnnyel győzött. Regazzoni harmadik, Peterson negyedik, Surtees ötödik, Siffert hatodik lett.

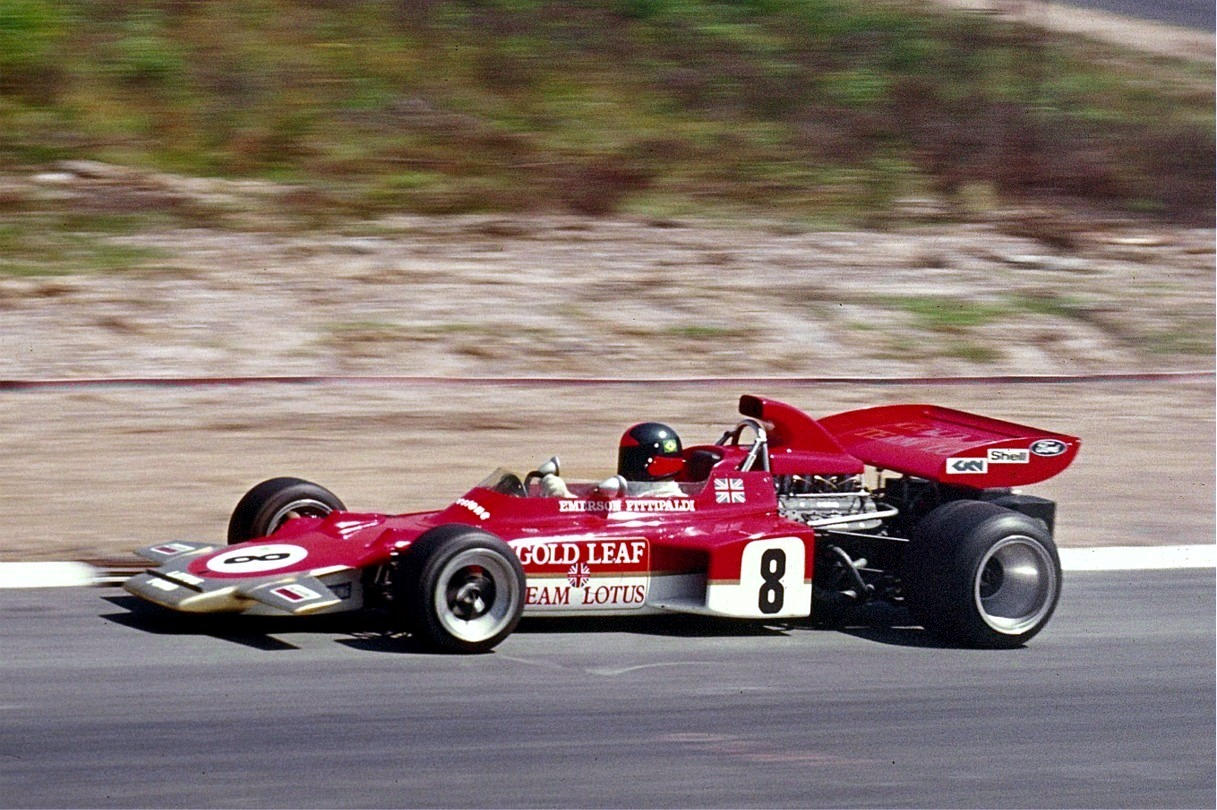
Fittipaldi a német nagydíjon

A francia nagydíjat az új Paul Ricard versenypályán rendezték, amelyen már nagy hangsúlyt fektettek a biztonságra is. Fittipaldi visszatért a mezőnybe balesete után. A Lotus nem hozta el gázturbinás autóját, mivel az a holland nagydíjon megsérült. Andretti nem vett részt a nagydíjon, mivel Amerikába repült egy versenyre. Stewart szerezte meg a pole-t Regazzoni és Ickx előtt. A második sorból Hill és Rodríguez indult. Wisell a 15., Fittipaldi csak a 17. helyet érte el a Lotusszal. A rajt után Stewart maradt az élen Regazzoni előtt, míg Ickx motorjával probléma akadt, így a belga hamar kiesett. Ezután Rodríguez és Beltoise harcolt a harmadik helyért. Peterson Alfa Romeo motorja a 19. körben tönkrement, Regazzoni pedig a kifolyó olajon kicsúszott. Hill egy hasonló balesetet szenvedett, de vissza tudott térni a szerelőihez javításra. Rodríguezé lett a második hely, de gyújtáshiba miatt 7 körrel később kiesett. Eközben Cevert a harmadik helyre jött fel, majd a kiesés után Stewart mögött haladt már, így a Tyrrell kettős győzelmet szerzett. Fittipaldi jó versenyt futva a harmadik helyen végzett. Siffert negyedik, Amon ötödik, Wisell hatodik lett.
A brit nagydíj előtt Pedro Rodríguez részt egy autóversenyen a Norisringen egy Ferrari 512M-mel. A népszerű mexikói súlyos balesetet szenvedett és bentragadt autójában, miközben az égni kezdett. Kimentették, de számos sérülést szenvedett, néhány órával később meghalt egy nürnbergi kórházban. A BRM úgy döntött, nem helyettesíti más versenyzővel Rodríguezt.
A Lotus gázturbinás autóját Silverstone-ban ezúttal Reine Wisell kapta meg, Dave Charlton pedig a hagyományos 72-es modellel indult. Az időmérőn Clay Regazzonié lett a pole-pozíció Stewart és Siffert előtt. A második sorban Fittipaldi és Peterson (aki az Alfa Romeo után ismét a Cosworth motorral indult) foglalt helyet. A rajtnál Regazzoni és Ickx állt az élre Stewart előtt. A skót a második körben visszaelőzte Ickx Ferrariját, majd a negyedikben, a Stowe-kanyarban Regazzonit is. Siffert is megelőzte Regazzonit, ezután a svájci vibrációs problémával küzdött, majd kiesett a 42. körben. Ickx a 37. körben motorhibával állt ki a boxba és feladta a versenyt. A harmadik helyen ekkor Peterson haladt, akit Tim Schenken és Fittipaldi követett. A 48. körben Regazzoni kiállt motorhiba miatt. Néhány körrel a leintés előtt Schenken erőátviteli hiba miatt kiesett, így Fittipaldié lett a harmadik hely Stewart és Peterson mögött. 

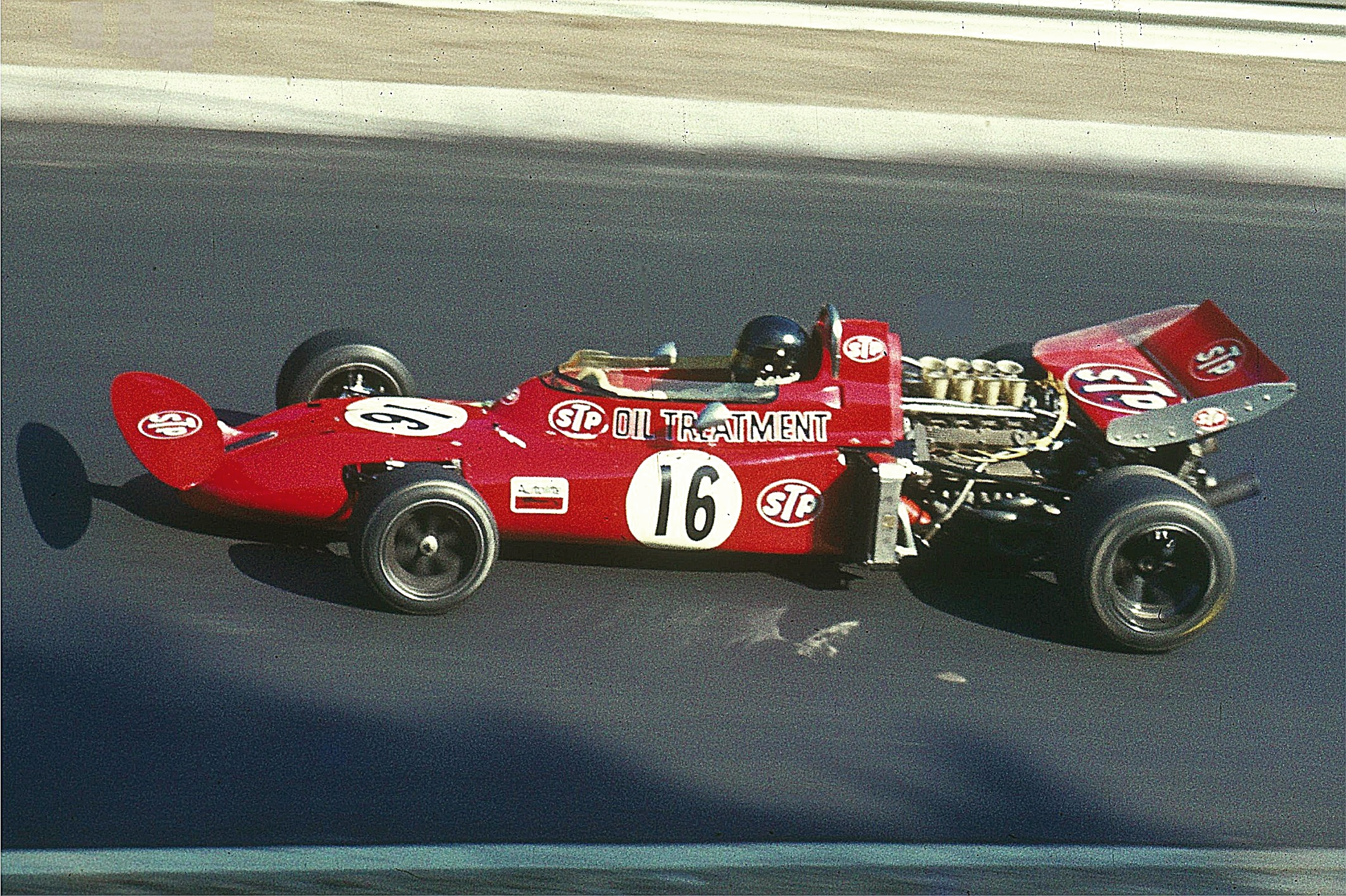
Andrea de Adamich a March-Alfa Romeóval a Nürburgringen

Az 1970-es kihagyás után a német nagydíjat ismét a Nürburgringen rendezték. A pályát újraaszfaltozták, bukótereket alakítottak ki, emellett korlátokkal és kerítésekkel látták el a pálya szélét. Vic Elford helyettesítette Rodríguezt a BRM-nél, Andretti pedig visszatért Amerikából a mezőnybe. Az időmérőn Stewart győzött Ickx, Siffert, Regazzoni, Cevert és Hulme előtt. A rajtnál Ickxé lett a vezetés, de Stewart hamar visszavette pozícióját. A második körben Ickx kicsúszott a Wippermann-kanyarnál. Regazzoni is letért a pályáról, miközben kikerülte csapattársát. Ezután Stewart nagy előnnyel vezetett Siffert előtt. Regazzoni a harmadik helyre tért vissza, Peterson elé. Cevert megelőzte Hulme-ot, majd Andrettit az ötödik helyért. A következő körökben Petersont, Siffertet (aki Regazzoni mögé esett vissza), majd magát Regazzonit is megelőzte, így kettős Tyrrell-győzelem született. Regazzoni a harmadik végzett, míg Andretti megelőzte Petersont, és negyedik lett.
Stewart, aki az első hét versenyből ötöt megnyert, 51 ponttal érkezett az osztrák nagydíjra. A második Ickxnek mindössze 19 pontja volt. Peter Gethin átigazolt a McLarentől a BRM-hez, Rodríguez helyére. A McLarennél Jackie Oliver helyettesítette. Niki Lauda egy gyári March autót bérelt ki, ez volt a későbbi háromszoros világbajnok első versenye. Az időmérésen Siffert a második helyre szorította Stewartot. Cevert a harmadik, Regazzoni a negyedik, Fittipaldi az ötödik, Ickx a hatodik helyről indult. Siffert a rajt után is megtartotta a vezetést, Stewart összes támadását kivédte. A Ferrarik hamar bajba kerültek, mindketten hamar kiestek motorhiba miatt. A harmadik helyre így Cevert jött fel, majd a 23. körben megelőzte Stewartot is, aki autójának kezelhetetlensége miatt lelassult. A 36. körben a skót kiesett féltengelytörés miatt. Cevert a 43. körben motorhiba miatt esett ki, a második hely Fittipaldié lett. Az utolsó körökben Siffert egyik gumija leeresztett, de elég nagy előnye volt ahhoz, hogy győzzön 4 másodperccel Fittipaldi, Schenken, Wisell, Hill és Henri Pescarolo előtt. Stewart kiesése ellenére is bebiztosította bajnoki címét, három versennyel a szezon vége előtt.

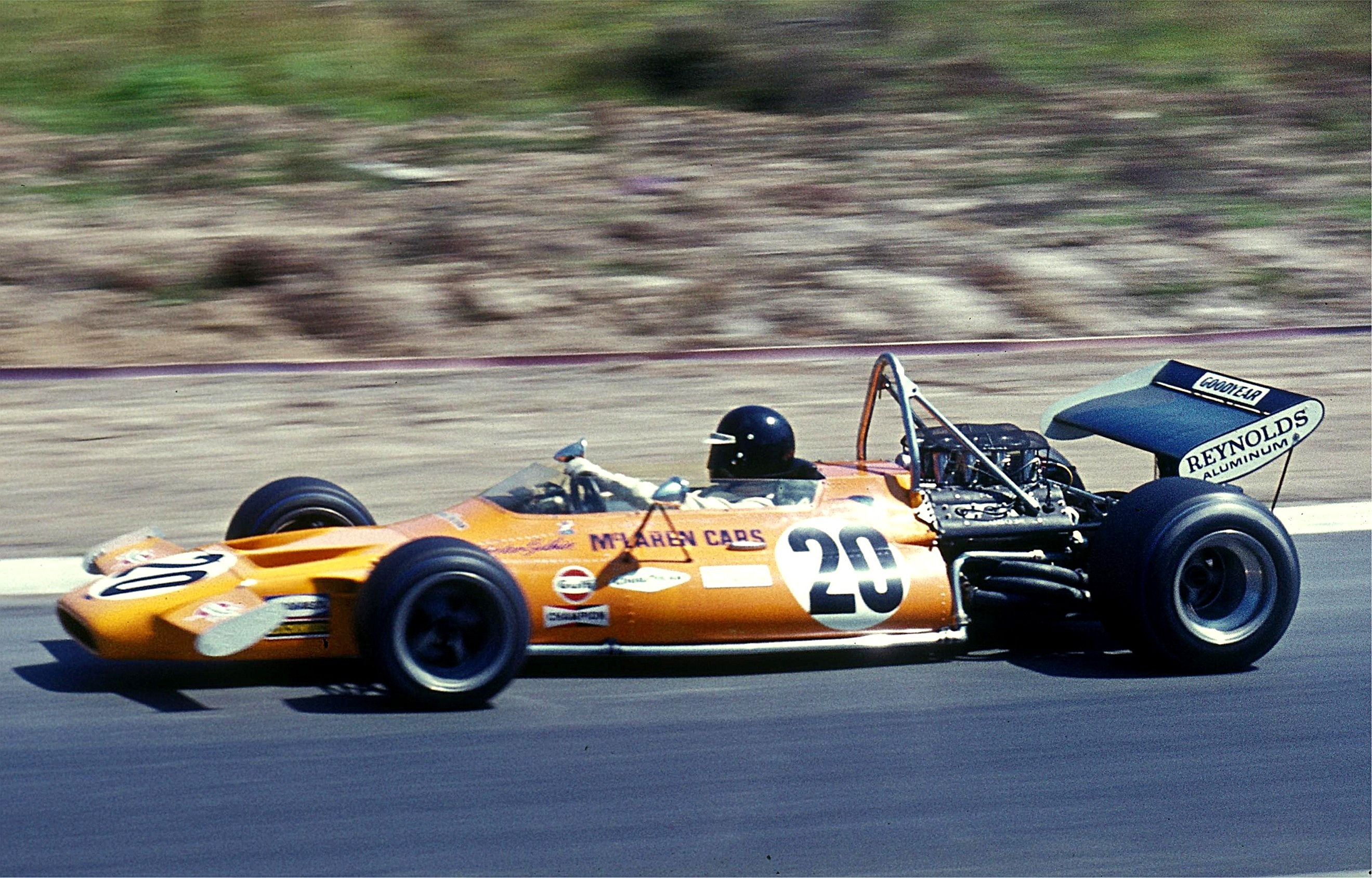
Peter Gethin a Nürburgringen, még a McLarennel

Az olasz nagydíjon problémák jelentkeztek a Lotus és az olasz rendezők között, Rindt tavalyi balesete miatt. A Lotus csapat hivatalosan nem vett részt a versenyen, bár Fittipaldival indult egy a gázturbinás Lotus 56-os fekete és arany színekben, World Wide Racing név alatt. A mezőnyhöz hat év után visszatért Mike Hailwood egy Surtees-Forddal. Monza hosszú egyenesein a V12 motoros autók voltak előnyben: Chris Amon szerezte meg a pole-t a Matrával Ickx, Siffert és Ganley előtt. Cevert a leggyorsabb Cosworth-motorosként ötödik volt. Regazzoni emlékezetes rajtjával az első helyre jött fel a negyedik soról. Egymás szélárnyékát kihasználva számos versenyző harcolt egymással az elsőségért, szinte folyton más haladt az élen. Regazzoni után Peterson vezetett, majd Stewart után Regazzoni visszavette az első helyet. A harcban Cevert, Siffert, Ickx, Ganley és Gethin is részt vett. A 16. körben Stewart és Ickx motorhibával kiesett, eközben Amon és Hailwood is csatlakozott az élen haladókhoz. Siffert és Ganley visszaesett, mivel mindkettejük motorja túlmelegedett. Bár Siffert utolérte a többiekhez, váltóprobléma miatt ismét hátraesett. Amon vette át a vezetést, ekkor úgy látszott, hogy képes lesz elhúzni a többiektől. Ekkor azonban elveszítette sisakrostélyát, és a motorja is elkezdett túlmelegedni, így visszaesett az élmezőnyből. Öten maradtak az élen, és egészen a célvonalig egymás közelében haladtak. A győzelmet a 14. helyről induló Peter Gethin szerezte meg, 1 századmásodperc előnnyel Peterson előtt. Őket Cevert és Hailwood követte. Az ötödik Ganley hátránya is mindössze 0,61 másodperc volt Gethinhez képest. Ez volt a Formula–1-es bajnokság legszorosabb befutója. A hatodik Amon már fél perc hátránnyal ért célba. A Tyrrell csapat bebiztosította konstruktőri bajnoki címét. 242,616 km/h-s átlagsebességgel ez volt a leggyorsabb 
verseny a 2003-as olasz nagydíjig. 

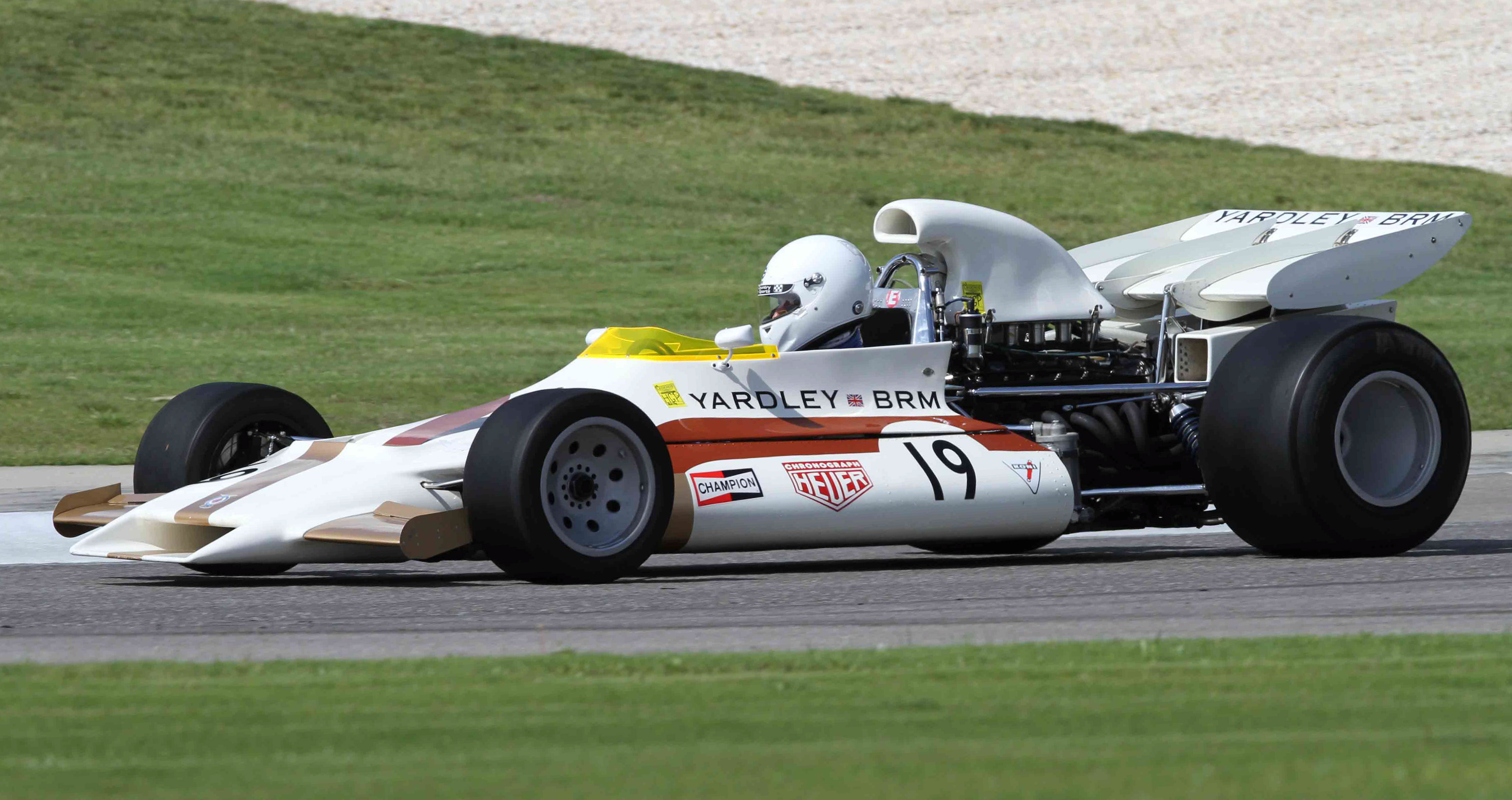
BRM P160

Két héttel ezután következett a kanadai nagydíj. A McLarennél Jack Oliver helyét az amerikai Mark Donohue vette át. Az időmérőn a már kétszeres bajnok Stewart végzett az élen Siffert, és Cevert előtt. A Ferrarik nem voltak versenyképesek: Ickx a 12., Andretti a 13., Regazzoni a 18. helyről indult. A verseny kezdetekor esett az eső, Ganley még a bemelegítéskor összetörte BRM-jét. A rajtnál Stewart állt az élre Peterson, Beltoise és Donohue előtt. Hill összetörte Brabhamjét, majd öt körrel később Regazzoni is így járt. Míg Stewart az élen haladt, Peterson Beltoise-zal küzdött a második helyért, amikor a 16. körben a francia balesetezett. Ugyanekkor állt ki Donohue a boxba új szemüvegért, de nem veszített ezzel helyezést. Peterson a 18. körben átvette a vezetést, de Stewart a 31. körben visszaelőzte, amikor lekörözendő versenyzőkhöz értek. Néhány pillanattal később Peterson nekihajtott George Eaton BRM-jének és összetörte a March elejét. Ez felborította az autó egyensúlyát, így a továbbiakban nem tudott Stewart közelében maradni. A heves eső miatt a versenyt a tervezettnél előbb, a 64. körben leintették. Stewart közel 40 másodperccel győzött Peterson, az újonc Donohue, Hulme, Wisell és Cevert előtt.

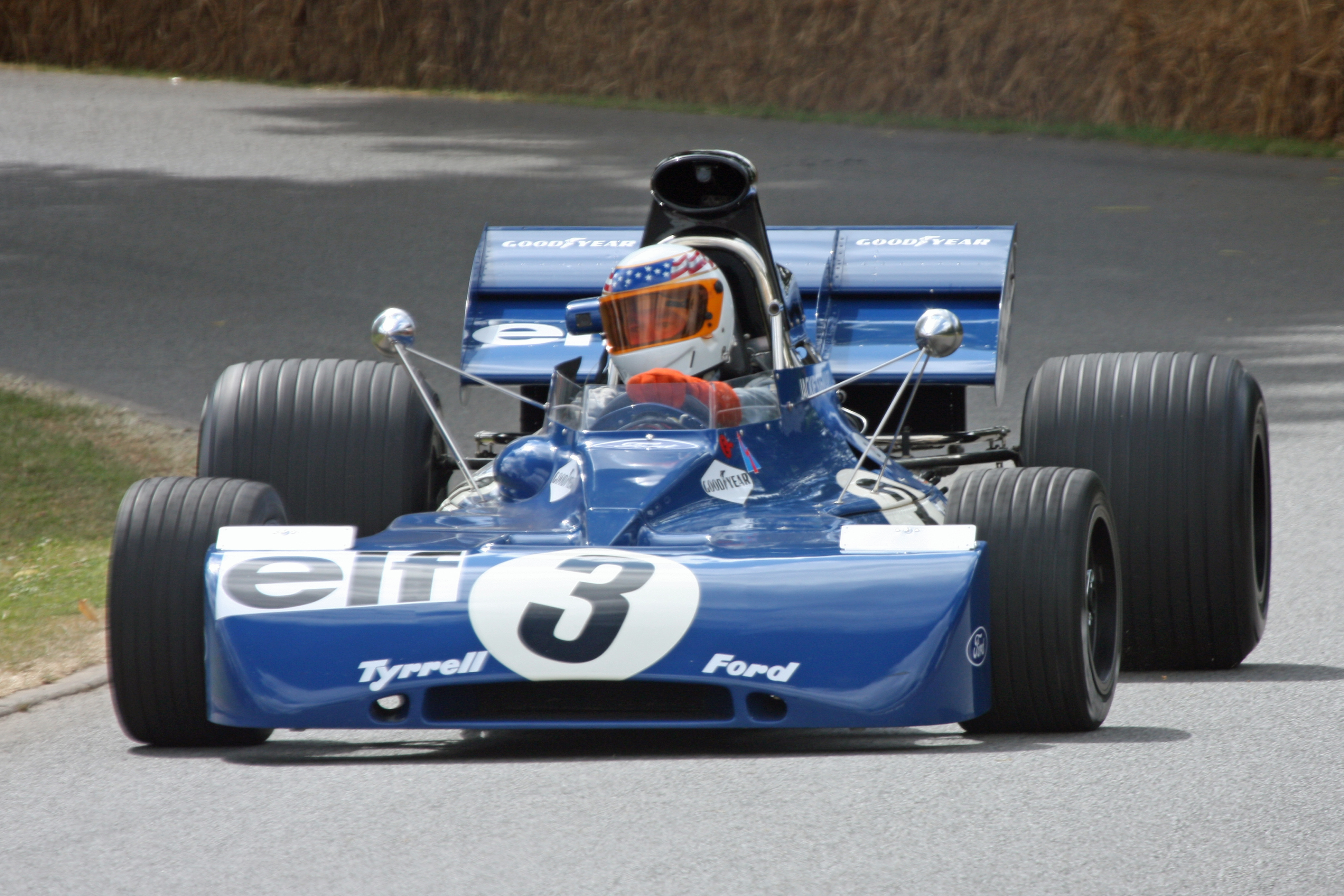
Tyrrell 002

Az évadzáró versenyt  Watkins Glenben tartották. Új boxépületet hoztak létre, valamint kibővítették a pályát. A Tyrrell két versenyzője mellett Peter Revsont is indította a versenyen. Andretti nem indult a nagydíjon, így a Ferrari csak két versenyzőt nevezett be. Stewarté lett a pole-pozíció Fittipaldi Lotusa és Hulme McLarenje előtt. A második sorból Regazzoni és Cevert indult. A rajtnál Stewart vette át a vezetést Hulme előtt, míg Cevert a harmadik helyre ugrott fel. Fittipaldi rossz rajtja miatt nyolcadiknak esett vissza. A 7. körben Cevert megelőzte Hulme-ot, a 14.-ben pedig a vezető Stewartot is, aki autójának túlkormányzottságával szenvedett. Hulme is irányíthatósági problémával küzdött, így Ickx megelőzte. Stewart szintén visszaesett Ickx és Siffert mögé. Ickx a 40. körig üldözte a vezető Cevert-t, amikor generátora elromlott, majd kiesett. A második hely így Sifferté lett, Peterson pedig a harmadik helyen ért célba (miután megelőzte Stewartot). Ganley negyedik, Stewart ötödik, Regazzoni hatodik lett.
Ez volt Cevert első és egyetlen Formula–1-es győzelme. Stewart nagy előnnyel, 66 ponttal szerezte meg a bajnoki címet. A második Peterson 33 pontot szerzett első teljes évadjában. Cevert 26 ponttal harmadik lett. A Tyrrell-Ford 73 ponttal nyerte a konstruktőri bajnokságot a 36 pontos BRM és a 33 pontot szerző Ferrari előtt.
1971. október 24-én rendeztek egy nem világbajnoki versenyt Brands Hatch-ben. Siffert mechanikai hiba miatt balesetezett, autója pedig kigyulladt. A svájci nem tudott kiszabadulni belőle, a későbbi kutatások szerint nem szenvedett halálos sérülést, hanem a belélegzett gázok miatt halt meg.

## Nagydíjak
| #   | Verseny             | Dátum          | Pálya          | Pályarajz | Győztes pilóta  | Győztes csapat | Összefoglaló |
| --- | ------------------- | -------------- | -------------- | --------- | --------------- | -------------- | ------------ |
| 198 | dél-afrikai nagydíj | Március 6.     | Kyalami        |           | Mario Andretti  | Ferrari        | Összefoglaló |
| 199 | spanyol nagydíj     | Április 18.    | Montjuïc       |           | Jackie Stewart  | Tyrrell-Ford   | Összefoglaló |
| 200 | monacói nagydíj     | Május 23.      | Monaco         |           | Jackie Stewart  | Tyrrell-Ford   | Összefoglaló |
| 201 | holland nagydíj     | Június 20.     | Zandvoort      |           | Jacky Ickx      | Ferrari        | Összefoglaló |
| 202 | francia nagydíj     | Július 4.      | Paul Ricard    |           | Jackie Stewart  | Tyrrell-Ford   | Összefoglaló |
| 203 | brit nagydíj        | Július 17.     | Silverstone    |           | Jackie Stewart  | Tyrrell-Ford   | Összefoglaló |
| 204 | német nagydíj       | Augusztus 1.   | Nürburgring    |           | Jackie Stewart  | Tyrrell-Ford   | Összefoglaló |
| 205 | osztrák nagydíj     | Augusztus 15.  | Österreichring |           | Jo Siffert      | BRM            | Összefoglaló |
| 206 | olasz nagydíj       | Szeptember 5.  | Monza          |           | Peter Gethin    | BRM            | Összefoglaló |
| 207 | kanadai nagydíj     | Szeptember 19. | Mosport        |           | Jackie Stewart  | Tyrrell-Ford   | Összefoglaló |
| 208 | amerikai nagydíj    | Október 3.     | Watkins Glen   |           | François Cevert | Tyrrell-Ford   | Összefoglaló |

## A bajnokság végeredménye

### Pontozási rendszer
| Helyezés | 1. | 2. | 3. | 4. | 5. | 6. | 7.-20. |
| -------- | -- | -- | -- | -- | -- | -- | ------ |
| Pont     | 9  | 6  | 4  | 3  | 2  | 1  | 0      |

### Versenyzők
| Helyezés | Versenyző            | RSA | ESP | MON | NED | FRA | GBR | GER | AUT | ITA | CAN | USA | Pont |
| -------- | -------------------- | --- | --- | --- | --- | --- | --- | --- | --- | --- | --- | --- | ---- |
| 1        | Jackie Stewart       | 2   | 1   | 1   | 11  | 1   | 1   | 1   | Ki  | Ki  | 1   | 5   | 62   |
| 2        | Ronnie Peterson      | 10  | Ki  | 2   | 4   | Ki  | 2   | 5   | 8   | 2   | 2   | 3   | 33   |
| 3        | François Cevert      | Ki  | 7   | Ki  | Ki  | 2   | 10  | 2   | Ki  | 3   | 6   | 1   | 26   |
| 4        | Jacky Ickx           | 8   | 2   | 3   | 1   | Ki  | Ki  | Ki  | Ki  | Ki  | 8   | HN  | 19   |
| 5        | Jo Siffert           | Ki  | Ki  | Ki  | 6   | 4   | 9   | Kiz | 1   | 9   | 9   | 2   | 19   |
| 6        | Emerson Fittipaldi   | Ki  | Ki  | 5   |     | 3   | 3   | Ki  | 2   | 8   | 7   | HN  | 16   |
| 7        | Clay Regazzoni       | 3   | Ki  | Ki  | 3   | Ki  | Ki  | 3   | Ki  | Ki  | Ki  | 6   | 13   |
| 8        | Mario Andretti       | 1   | Ki  | NK  | Ki  |     |     | 4   |     |     | 13  |     | 12   |
| 9        | Peter Gethin         | Ki  | 8   | Ki  | HN  | 9   | Ki  | Ki  | 10  | 1   | 14  | 9   | 9    |
| 10       | Pedro Rodríguez      | Ki  | 4   | 9   | 2   | Ki  |     |     |     |     |     |     | 9    |
| 11       | Chris Amon           | 5   | 3   | Ki  | Ki  | 5   | Ki  | Ki  |     | 6   | 10  | 12  | 9    |
| 12       | Reine Wisell         | 4   | HN  | Ki  | Kiz | 6   | HN  | 8   | 4   |     | 5   | Ki  | 9    |
| 13       | Denny Hulme          | 6   | 5   | 4   | 12  | Ki  | Ki  | Ki  | Ki  |     | 4   | Ki  | 9    |
| 14       | Tim Schenken         |     | 9   | 10  | Ki  | 12  | 12  | 6   | 3   | Ki  | Ki  | Ki  | 5    |
| 15       | Howden Ganley        | Ki  | 10  | NK  | 7   | 10  | 8   | Ki  | Ki  | 5   | Ki  | 4   | 5    |
| 16       | Mark Donohue         |     |     |     |     |     |     |     |     |     | 3   |     | 4    |
| 17       | Henri Pescarolo      | 11  | Ki  | 8   | HN  | Ki  | 4   | Ki  | 6   | Ki  |     | Ki  | 4    |
| 18       | Mike Hailwood        |     |     |     |     |     |     |     |     | 4   |     | 15  | 3    |
| 19       | John Surtees         | Ki  | 11  | 7   | 5   | 8   | 6   | 7   | Ki  | Ki  | 11  | 17  | 3    |
| 20       | Rolf Stommelen       | 12  | Ki  | 6   | Kiz | 11  | 5   | 10  | 7   | Ki  | Ki  |     | 3    |
| 21       | Graham Hill          | 9   | Ki  | Ki  | 10  | Ki  | Ki  | 9   | 5   | Ki  | Ki  | 7   | 2    |
| 22       | Jean-Pierre Beltoise |     | 6   | Ki  | 9   | 7   | 7   |     |     |     | Ki  | 8   | 1    |
| 23       | Jackie Oliver        |     |     |     |     |     | Ki  |     | 9   | 7   |     |     | 0    |
| 24       | Brian Redman         | 7   |     |     |     |     |     |     |     |     |     |     | 0    |
| 25       | Gijs van Lennep      |     |     |     | 8   |     |     |     |     |     |     |     | 0    |
| 26       | Jo Bonnier           | Ki  |     |     |     |     | NK  | Ki  |     | 10  |     | 16  | 0    |
| 27       | David Hobbs          |     |     |     |     |     |     |     |     |     |     | 10  | 0    |
| 28       | Nanni Galli          |     |     | NK  | Ki  | NI  | 11  | 12  | 12  | Ki  | 16  | Ki  | 0    |
| 29       | Helmut Marko         |     |     |     |     |     |     |     | 11  | Ki  | 12  | 13  | 0    |
| 30       | Andrea de Adamich    | 13  | Ki  |     |     | Ki  | HN  | Ki  |     | Ki  |     | 11  | 0    |
| 31       | Vic Elford           |     |     |     |     |     |     | 11  |     |     |     |     | 0    |
| 32       | François Mazet       |     |     |     |     | 13  |     |     |     |     |     |     | 0    |
| 33       | John Cannon          |     |     |     |     |     |     |     |     |     |     | 14  | 0    |
| 34       | George Eaton         |     |     |     |     |     |     |     |     |     | 15  |     | 0    |
| —        | Mike Beuttler        |     |     |     |     |     | HN  | Kiz | HN  | HN  | HN  |     | 0    |
| —        | Skip Barber          |     |     | NK  | HN  |     |     |     |     |     | Ki  | HN  | 0    |
| —        | Pete Lovely          |     |     |     |     |     |     |     |     |     | HN  | HN  | 0    |
| —        | Max Jean             |     |     |     |     | HN  |     |     |     |     |     |     | 0    |
| —        | Jean-Pierre Jarier   |     |     |     |     |     |     |     |     | HN  |     |     | 0    |
| —        | Alex Soler-Roig      | Ki  | Ki  | NK  | Ki  | Ki  |     |     |     |     |     |     | 0    |
| —        | Dave Charlton        | Ki  |     |     |     |     | Ki  |     |     |     |     |     | 0    |
| —        | Chris Craft          |     |     |     |     |     |     |     |     |     | Ki  | Ki  | 0    |
| —        | John Love            | Ki  |     |     |     |     |     |     |     |     |     |     | 0    |
| —        | Jackie Pretorius     | Ki  |     |     |     |     |     |     |     |     |     |     | 0    |
| —        | David Walker         |     |     |     | Ki  |     |     |     |     |     |     |     | 0    |
| —        | Derek Bell           |     |     |     |     |     | Ki  |     |     |     |     |     | 0    |
| —        | Niki Lauda           |     |     |     |     |     |     |     | Ki  |     |     |     | 0    |
| —        | Silvio Moser         |     |     |     |     |     |     |     |     | Ki  |     |     | 0    |
| —        | Peter Revson         |     |     |     |     |     |     |     |     |     |     | Ki  | 0    |
| Helyezés | Versenyző            | RSA | ESP | MON | NED | FRA | GBR | GER | AUT | ITA | CAN | USA | Pont |

### Konstruktőrök
| Helyezés | Gyártó                | Modell       | Motor                           | Gumi | Győzelmek | Dobogó | Első rh. | Leggy. kör | Pont   |
| -------- | --------------------- | ------------ | ------------------------------- | ---- | --------- | ------ | -------- | ---------- | ------ |
| 1        | Tyrrell-Ford          | 001 002 003  | Ford Cosworth DFV               | G    | 7         | 11     | 6        | 4          | 73     |
| 2        | BRM                   | P153 P160    | BRM P142                        | F    | 2         | 4      | 1        | 1          | 36     |
| 3        | Ferrari               | 312B 312B2   | Ferrari 001 Ferrari 001/1       | F    | 2         | 7      | 3        | 4          | 33     |
| 4        | March-Ford            | 711          | Ford Cosworth DFV               | F    | 0         | 5      | 0        | 1          | 33(34) |
| 5        | Lotus-Ford            | 72C 72D      | Ford Cosworth DFV               | F    | 0         | 3      | 0        | 0          | 21     |
| 6        | McLaren-Ford          | M14A M19A    | Ford Cosworth DFV               | G    | 0         | 1      | 0        | 1          | 10     |
| 7        | Matra                 | MS120 MS120B | Matra MS12                      | G    | 0         | 1      | 1        | 0          | 9      |
| 8        | Surtees-Ford          | TS7 TS9 TS9A | Ford Cosworth DFV               | F    | 0         | 0      | 0        | 0          | 8      |
| 9        | Brabham-Ford          | BT33 BT34    | Ford Cosworth DFV               | G    | 0         | 1      | 0        | 0          | 5      |
| —        | March-Alfa Romeo      | 711          | Alfa Romeo T33                  | F    | 0         | 0      | 0        | 0          | 0      |
| —        | Bellasi-Ford          | F1           | Ford Cosworth DFV               | G    | 0         | 0      | 0        | 0          | 0      |
| —        | Lotus-Pratt & Whitney | 56B          | Pratt & Whitney STN76 (turbine) | F    | 0         | 0      | 0        | 0          | 0      |